# Himmelskiven fra Nebra
Himmelskiven fra Nebra er en tynd bronzeskive med en diameter på ca. 32 cm. Skiven er dateret ved hjælp af de genstande, den er fundet sammen med. Den anslås at stamme fra ca. år 1.600 f.Kr., og fundstedet er Nebra, Sachsen-Anhalt i Tyskland. Siden 2008 har den været udstillet på Landesmuseum für Vorgeschichte i Halle. En datering fra år 2020 af arkæologer estimerer at Himmelskiven fra Nebra er fra det første årtusind f.Kr.

## Beskrivelse
Skiven har blågrøn patina og ilagte bladguldsymboler. Skiven er 1,7 mm tyk ved kanten og 4,5 mm ved centrum. Den indeholder 2,5% tin og ca. 0,2% arsen.
Bladguldsymbolerne fortolkes som solen eller fuldmånen, 32 stjerner, (hvoraf de syv udgør en stjernehob, der tolkes som Plejaderne), en stjerne er faldet af, en stjerne under en af guldbuerne og en månebue. Desuden er der tre guldbuer: en ved kanten, der er faldet af, en lidt inde på skiven og endnu en. Skiven vejer 2,1 kg. Den har 40 huller med regelmæssig afstand langs kanten.
Skiven er blevet associeret med bronzealderens Aunjetitz-kultur.

## Herkomst
Skiven kom "pludselig" på det internationale antikvitetsmarked i 2001. Sælgeren påstod, at den var blevet fundet af illegale skattejægere med en metaldetektor i 1999. Da de blev pågrebet, viste de arkæologerne flere ting fra samme fundsted (bronzesværd, to skovøkser, en mejsel og stykker af spiralarmbånd), som er blevet anvendt til datering. Bronzesværdene er de første europæiske fund med indlagte guldornamenteringer fra omkring 1600 f.Kr.. Deres oprindelse er ved at blive undersøgt.

## Formodet fundsted
Fundstedet blev udpeget af de anholdte metal-detektorister til et forhistorisk område, som omkranser toppen af en 252 m høj bakke i Ziegelroda-skoven kendt som Mittelberg ("bakken i midten"), omkring 60 km vest for Leipzig. Herfra ses solen ved hvert solhverv gå ned bag Bloksbjerg, det højeste bjerg i Harzen, omkring 80 km mod nordvest. Findestedet ligger 23 km fra Goseck-ringen, et solobservatorium bygget omkring 4.900 f.Kr.

## Ægthed
Mikrofotografier af himmelskiven for at se metalkrystallernes korrosionsformer viser, at den ikke kan være fremstillet ved et falskneri. Der er henvisninger under kilderne til mikrofotografierne. En grundstofanalyse med røntgenstrålefluorescens udført af E. Pernicka fra Universitetet i Freiberg viser, at kobberet kommer fra Mitterberg i Østrig, mens guldet kommer fra Karpaterne.
Andre forskere mener, at skiven er fra jernalderen.
Alligevel mener flere, at himmelskiven er et falskneri, fordi kunstners stil er ukendt.
Er skiven ægte, kan der argumenteres for, at astronomi blev anvendt for ca. 3600 år siden.